# XenForo
XenForo es un paquete de software comercial para foros de Internet escrito en el lenguaje de programación PHP usando Zend Framework. El software ha sido desarrollado por los antiguos desarrolladores principales de vBulletin, Kier Darby y Mike Sullivan. La primera versión beta pública de XenForo se publicó en octubre de 2010. XenForo 1.0.0 Stable fue lanzado el 8 de marzo de 2011. XenForo tiene varias características de SEO incorporadas.
El 12 de noviembre de 2014, Chris Deeming se unió oficialmente al equipo de desarrollo. Uno de sus productos Xen Media Gallery, ahora XenForo Media Gallery, se sumó a la familia de productos XenForo.

## Desarrollo
Uno de los desarrolladores de XenForo, Kier Darby trabajó en un principio como desarrollador principal de la plataforma comunitaria vBulletin. El propietario original del software, Jelsoft, fue adquirido por la empresa estadounidense de nuevos medios Internet Brands en 2007. Se produjeron desacuerdos entre los desarrolladores principales y la nueva gerencia sobre asuntos relacionados con la siguiente versión importante de vBulletin, versión 4.0. Mientras que el equipo deseaba hacer de la 4.0 una reescritura completa de la plataforma, Internet Brands insistió en utilizar el desarrollo ágil sobre el código existente. Estos conflictos internos provocaron que la mayoría de los desarrolladores de vBulletin dejaran de trabajar en Internet Brands en 2009. Como parte de un nuevo equipo, Darby y otros antiguos desarrolladores de vBulletin comenzaron a trabajar en una nueva plataforma conocida como XenForo.

### Demandas de Internet Brands
Un día antes del lanzamiento previsto originalmente para la primera beta pública de XenForo en octubre de 2010, Internet Brands anunció que presentaría una demanda contra el equipo de XenForo en el Reino Unido, alegando: violación de derechos de autor de la propiedad adquirida por Internet Brands, que el código en XenForo era una refactorización del código de vBulletin, incumplimiento de contrato, y participación en prácticas comerciales desleales. Los representantes también afirmaron que XenForo “está injustamente sobre la base de más de una década de desarrollo”, desarrollo que se había convertido en propiedad de Internet Brands a través de la adquisición. En noviembre de 2010, Internet Brands demandó a XenForo y a Darby en el Tribunal de Distrito de California en los Estados Unidos, alegando además que Darby no había devuelto información confidencial de Internet Brands relacionada con el software vBulletin, aunque no había aportado pruebas que respaldaran esta afirmación. El equipo de XenForo ha negado las afirmaciones hechas por Internet Brands en estas demandas. Internet Brands también negó que el momento de la demanda fuera a coincidir con la primera beta pública del software.
XenForo y su desarrollador Kier Darby, presentaron tres mociones para desestimar el caso con base en forum non conveniens, jurisdicción no competente y jurisdicción personal en California (argumentando que la demanda de California es un duplicado de la acción del Reino Unido). El 7 de febrero de 2011, el juez Manuel Real denegó las tres mociones. El 4 de abril de 2011, el Juez Real aceptó una moción de XenForo para desestimar la 7.ª y 8.ª reclamación del litigio que se refería a las presuntas violaciones de la Ley de Fraude y Abuso Informático y el Código Penal de California § 502.
El 17 de octubre de 2011, el demandante Internet Brands enmendó su demanda para modificar varias alegaciones nuevas basadas en información recientemente descubierta, y además agregó nuevos demandados individuales al caso, incluyendo al desarrollador Mike Sullivan y a la gerente de negocios Ashley Busby. La moción de los acusados para desestimar esta queja enmendada fue denegada por el Juez Real.
El 4 de enero de 2012, el Juez Real aceptó y rechazó parcialmente la moción del demandado de desestimar las reclamaciones de la demanda enmendada. Las siguientes demandas fueron desestimadas: “Violaciones del Código de Negocios y Profesional de California”, “Conspiración”, y “Violación con respecto a RICO”. Todas las demás reclamaciones, incluida la “Violación de la CFAA”, que fue inicialmente denegada por el mismo juez a principios de 2011, siguieron en pie.
El 26 de marzo de 2012, el demandante alegó su intención de presentar una tercera demanda enmendada para modificar las reclamaciones contra el desarrollador Mike Sullivan.

#### Acuerdo
El 28 de febrero de 2013, XenForo anunció que la demanda había sido resuelta entre las partes tanto en el Reino Unido como en los Estados Unidos. Aunque los términos específicos del acuerdo no están claros debido a su naturaleza confidencial, Internet Brands retiró las demandas tanto de Estados Unidos como del Reino Unido.
Como “agradecimiento” a los clientes que esperaron pacientemente el resultado de la demanda, XenForo anunció que todos los propietarios de licencias con una licencia válida a partir del 19 de junio de 2012, recibirían 255 días adicionales de soporte y acceso a descargas.

### XenForo 2
La segunda versión importante de XenForo es XenForo 2.0. En noviembre de 2016, XenForo lanzó una versión demo de la alfa. En febrero de 2017, XenForo publicó los dos primeros avances para desarrolladores. Las previsualizaciones para desarrolladores son versiones sin soporte dirigidas a los desarrolladores para que revisen la nueva base de código y, como tal, no contienen ninguna función de importación o instalación basada en web. En septiembre de 2017, la primera beta se puso a disposición de todos los clientes activos. El 28 de noviembre de 2017 se puso a disposición la primera versión estable de XenForo 2.0.0.

## Historial de versiones
| Versión | Fecha de lanzamiento     | Cambios importantes | Última versión | Última versión           |
| --- | ------------------------ | --- | -------------- | ------------------------ |
| 1.0 | 8 de marzo de 2011       | Versión inicial | 1.0.4          | 12 de julio de 2011      |
| 1.1 | 22 de noviembre de 2011  | Prefijos de hilos, RTL, etc. | 1.1.5          | 21 de mayo de 2013       |
| 1.2 | 30 de julio de 2013      | Sistema de modificación de plantillas, filtros de ruta (cambio de ruta), historial de edición de mensajes y registro                                                                         | 1.2.9          | 27 de julio de 2015      |
| 1.3 | 11 de marzo de 2014      | Códigos BB personalizados, registro de Google+/Twitter, registro de cambios de usuario, citas múltiples, etc.                                                                                | 1.3.9          | 20 de octubre de 2015    |
| 1.4 | 9 de septiembre de 2014  | Citas selectivas, generación de sitemaps XML, bloqueos de respuesta de hilos, páginas de ayuda personalizadas, mejoras de encuestas, nuevas funciones de publicación de perfiles, etc.       | 1.4.13         | 30 de agosto de 2016     |
| 1.5 | 18 de agosto de 2015     | Etiquetado de hilos, panel de control de administración responsivo, verificación de dos pasos, avisos flotantes, mejoras en los comentarios de las publicaciones del perfil, etc.            | 1.5.24         | 29 de mayo de 2019       |
| 2.0 | 28 de noviembre de 2017  | Nueva interfaz de usuario, soporte para emoji, sección de novedades, etc. | 2.0.12         | 11 de diciembre de 2018  |
| 2.1 | 30 de enero de 2019      | Notificaciones push, reacciones Emoji, REST API, etc. | 2.1.10         | 27 de mayo de 2020       |
| 2.2 | 29 de septiembre de 2020 | Aplicación web progresiva, Tipos de temas: Preguntas, sugerencias y artículos; Adjuntos en mensajes de perfil, imagen de portada en perfil, resumen de actividad por correo electrónico, etc | 2.2.0          | 29 de septiembre de 2020 |
| Leyenda:Versión antiguaVersión antigua, con soporte técnicoÚltima versiónÚltima versión previaLanzamiento futuro |                          | |                |                          |